# Miniera di Ravi Marchi

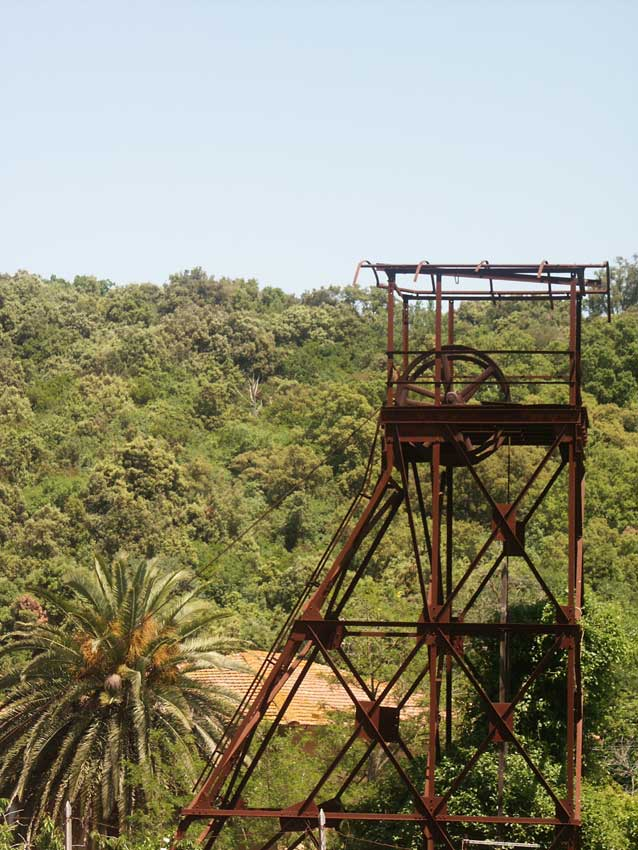
Miniera Ravi Marchi

Ravi Marchi è un complesso minerario composto dalle strutture dell'ormai dismessa miniera di pirite della Società "Marchi", e da un adiacente villaggio di minatori situato a Ravi, nel comune di Gavorrano in provincia di Grosseto.
L'area di Ravi è stata oggetto di attività minerarie a partire dal 1910. Le società minerarie che si sono occupate dell'estrazione mineraria nella zona sono state due: la società Marchi e la società Montecatini. Questo fino al 1965, quando la Montecatini acquisì la miniera Ravi-Marchi ed i cantieri di quest'ultima vennero uniti al complesso minerario di Gavorrano già gestito dalla Montecatini.
La concessione mineraria della società Marchi, chiamata comunemente "le Isole Marchi", aveva una estensione particolarmente piccola in confronto alla sua confinante Montecatini e comprendeva tre masse di mineralizzazione: Ortino, Radini e Vignaccio. Le prime vennero esaurite agli inizi degli anni trenta e l'ultima fu sfruttata fino agli anni cinquanta.
Dal 1950 vennero localizzate anche altre due mineralizzazioni: Orsinghi e Quercetana. Da questo momento furono coltivate solamente queste ultime.
La particolarità di questa miniera è proprio la sua piccola estensione e contemporaneamente la sua completezza, tanto che sono presenti sul terreno le strutture pertinenti a tutto il ciclo di estrazione e lavorazione della pirite: dal momento dell'abbattimento del minerale in sotterraneo al trasporto della pirite trattata alla stazione di Gavorrano Scalo.

## Storia
Le prime ricerche minerarie nella zona sono attestate nel 1910 ad opera della Montecatini e della Marchi.
Nel 1911 la Montecatini costruì una teleferica per il trasporto del minerale agli impianti di trattamento posti all'esterno della miniera di Gavorrano. Contemporaneamente la ditta Marchi iniziò lo scavo del pozzo Ortino con accanto un impianto di frantumazione del minerale, poi ampliato nel 1915, ed anche lo scavo del pozzo Radini.
Dal 1912 la ditta Marchi iniziò la produzione mineraria.
Fino agli anni venti la lavorazione si incentrò prevalentemente nelle aree Radini ed Ortini, ma da questo momento la massa mineralizzata più promettente risultò essere quella del Vignaccio e qui furono scavati due pozzi e costruita una prima laveria per il trattamento del minerale di pirite. Successivamente la laveria venne ampliata e addirittura, poi, sostituita con una più grande fornita anche di un impianto di flottazione. Anche dopo l'abbandono della massa mineralizzata del Vignaccio la struttura produttiva del trattamento del minerale rimase sempre in questa zona dove è possibile ammirarla ancora oggi.

## La miniera al giorno d'oggi
Il Vignaccio, quindi, oltre ad ospitare due dei pozzi di estrazione più importanti della miniera Ravi-Marchi, è stato, fino alla cessione della miniera alla Montecatini nel 1965, l'area dove erano localizzati gli impianti delle laverie.
Attualmente della miniera Ravi-Marchi, proprio la zona del Vignaccio è quella oggetto di recupero e di valorizzazione degli edifici e degli impianti industriali, tale da permettere di nuovo la lettura del ciclo di estrazione e di lavorazione della pirite in un'area relativamente poco estesa e quindi facilmente comprensibile e didattica.
L'unico aspetto carente è la mancanza di accessibilità alle parti sotterranee che avrebbero messo in luce anche l'aspetto fondamentale riguardante il metodo di coltivazione, quello di ripiena, di abbattimento, di ventilazione ed eduzione delle acque.
Sono, comunque, ancora perfettamente visibili due pozzi con i due castelli minerari in ferro: Vignaccio I e Vignaccio II.
Il castelletto di ferro a due gabbie e tutti gli impianti di estrazione del pozzo Vignaccio I furono costruiti nel 1949.
La prima laveria fu costruita nel 1918-1920 e ampliata circa 5 anni dopo. Questa era costituita da due sezioni distinte: la frantumazione (2 frantoi a mascelle, 2 cilindraie, 6 vagli a scossa azionati tutti da motori elettrici a corrente alternata da 500 V e 35HP di potenza); la laveria (1 frantoio a mascelle, 2 cilindraie, 3 vagli a scossa e 1 crivello "Hancock" di 45 HP). Si trattano 40 tonn/h con occupate 14 persone.
Nel 1955 iniziano i lavori per la laveria nuova che è tuttora la struttura più imponente del complesso della miniera di Ravi-Marchi. Si tratta di un impianto che si sviluppa in 5 piani associato ad un piccolo impianto di flottazione per il recupero dei fanghi del quale si posso ancora osservare le strutture circolari dei dorr. Richiedeva la presenza di 5 operai. Per il caricamento del minerale da trattare fu adibito un servizio meccanizzato su skip scorrente su piano inclinato a due via dall'uscita dal pozzo Vignaccio I. Ancora adesso si possono notare i resti dell'impianto che era servito da due argani uno alla base del pozzo ed uno in cima alla laveria dove tuttora è visibile il vano.
Il minerale, dopo aver passato un vibrovaglio che lo divideva in tre classi, veniva trattato con frantoi a mascelle e cilindraie in serie per completare la frantumazione. Successivamente passava da un crivello Hancock. La laveria aveva una potenzialità di 60 tonn/h e l'impianto di flottazione poteva trattare 3 tonn/h.

## Trasporto del minerale

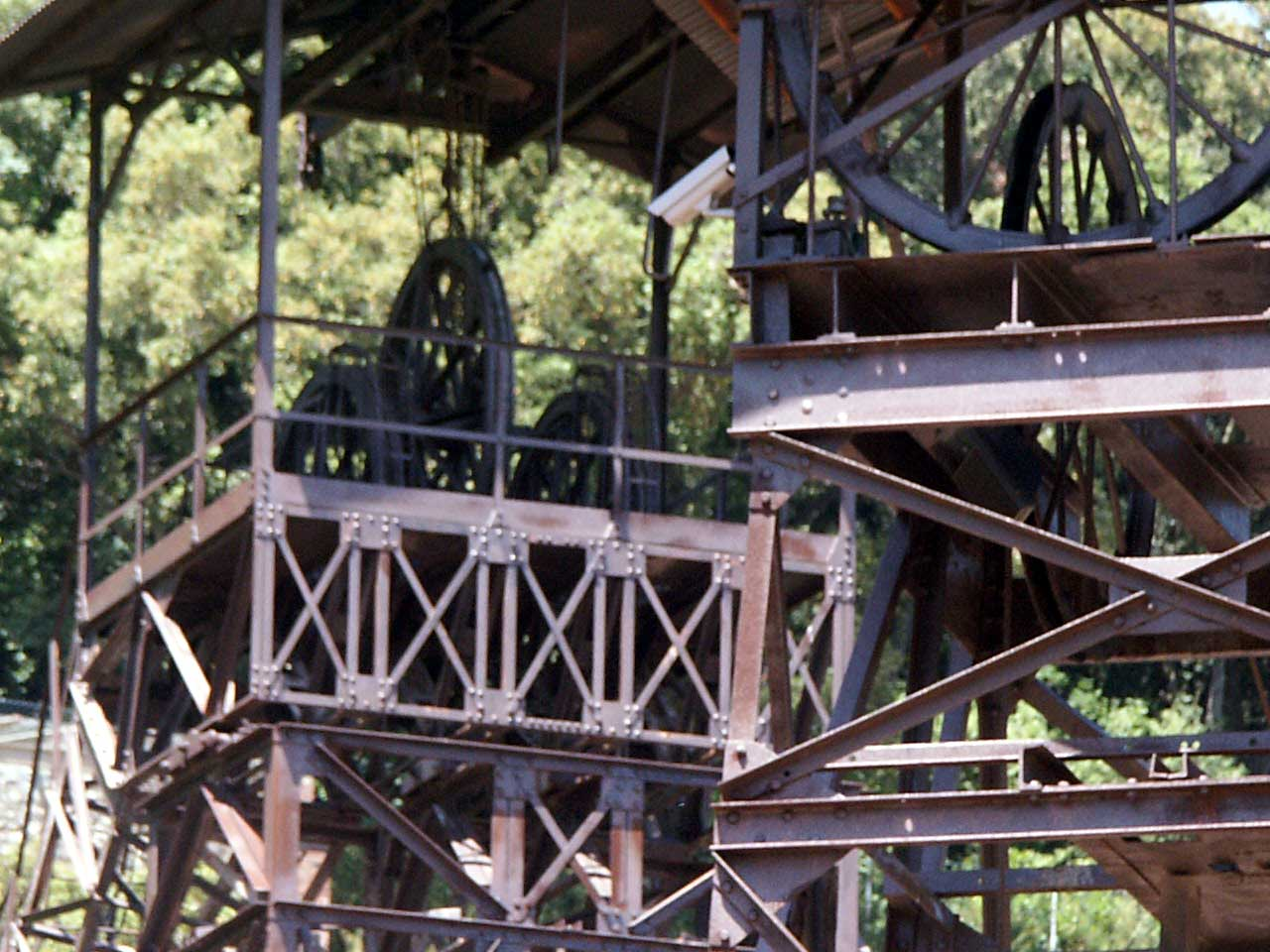
Miniera Ravi Marchi

Per il trasporto del minerale nel 1914 fu attivata una teleferica lunga circa 4 km che collegava gli impianti della miniera con la stazione ferroviaria di Gavorrano.
Nel 1946 fu totalmente ricostruita la stazione di arrivo presso Gavorrano Scalo.
Nel 1959 la teleferica fu smantellata e sostituita da automezzi e furono ricostruiti i silos di stoccaggio del minerale alla stazione di partenza. Il collegamento tra gli impianti delle laverie e la stazione di partenza fu dapprima servita da locomotive e vagoncini su rotaia e successivamente da nastri trasportatori.
Quando la miniera fu ceduta alla Montecatini, nel 1965, gli impianti suddetti caddero in disuso in quanto venne scavata una galleria che metteva direttamente in collegamento i cantieri con la miniera di Gavorrano e con il suo impianto per il trattamento del minerale.
L'area fa oggi parte del Parco minerario naturalistico di Gavorrano all'interno del più ampio Parco tecnologico archeologico delle colline metallifere grossetane.